# Pierre Adnès
Pierre Adnès SJ, francoski jezuit in teolog, * 1916, † 1999.
Bil je predavatelj na Papeški univerzi Gregoriana; pri njem je med drugim doktoriral tudi Marjan Turnšek, murskosoboški škof in mariborski nadškof. 
Deloval je predvsem na področju duhovnosti in duhovne teologije; tako velja za enega najpomembnejših novodobnih teologov s tega področja.